# Katholiek Televisie- en Radiocentrum
Het Katholiek Televisie- en Radiocentrum (KTRC) was een Belgische omroepstichting.

## Historiek
De organisatie werd in 1952 opgericht door de Interdiocesane Commissie der Opiniemachten en was de verderzetting van de vooroorlogse Katholieke Vlaamsche Radio-Omroep (KVRO). In 1959 werd het een autonome organisatie en in 1960 werd de Commissie van Godsdienstige Radiouitzending geïntegreerd. Op 7 augustus 1980 werd in de schoot van de organisatie de Katholieke Televisie- en Radio-Omroep (KTRO) opgericht. In 2015 hield de KTRC op te bestaan.

## Structuur
| Periode     | Voorzitter               |
| ----------- | ------------------------ |
| 1952 - 1966 | Raf Hulpiau              |
| 1966 - 1968 | Fons Margot (waarnemend) |
| 1969 - 1977 | Raf Hulpiau              |
| 1978 - 1980 | Fons Margot              |
| 1980 - 2002 | Jan Hinnekens            |
| 2002 - ?    | Luc Delanghe             |

| Periode     | Ondervoorzitter |
| ----------- | --------------- |
| 1964 - 1966 | Fons Margot     |
| ...         |                 |
| 1968 - 1978 | Fons Margot     |
| ...         |                 |

| Periode     | Secretaris     |
| ----------- | -------------- |
| 1952 - ?    | Jozef De Boodt |
| ? - 1960    | Huib Dejonghe  |
| 1960 - 1992 | René Bodson    |
| 1992 - ?    | Ernest Henau   |